# Ingrid Mickler-Becker
Ingrid Mickler-Becker (* 26. September 1942 in Geseke als Ingrid Becker) ist eine ehemalige deutsche Leichtathletin, die in Mexiko 1968 im Fünfkampf und später in München 1972 mit der 4-mal-100-Meter-Staffel zweimal die Goldmedaille bei den Olympischen Spielen errang.

## Leben

### Sport
Sie nahm erstmals 1960 an Olympischen Spielen teil und war in diesem Jahr jüngstes Mitglied der deutschen Mannschaft. 1968 wurde sie Olympiasiegerin im Fünfkampf. Nach der Goldmedaille wurde sie ausgewählt, die deutsche Fahne für die bundesdeutsche Mannschaft bei der Schlussfeier zu tragen. Im gleichen Jahr wurde sie zur Sportlerin des Jahres gewählt. 1971 wurde sie nach Siegen im Weitsprung und mit der Sprintstaffel bei den Europameisterschaften erneut Sportlerin des Jahres. In ihrer aktiven Karriere startete sie für die LG Geseke und den USC Mainz. Sie hatte bei einer Größe von 1,78 m ein Wettkampfgewicht von 64 kg. Seit 1977 ist sie persönliches Mitglied des Nationalen Olympischen Komitees. Ingrid Mickler-Becker ist Mitglied in der Leichtathletik-Gemeinschaft Geseke (LG Geseke), der vermutlich ältesten LG Deutschlands, und startete für diesen Verein auch viele Jahre als aktive Sportlerin. Auch heute noch engagiert sie sich für den Verein und ihre Heimatstadt Geseke. So leitet sie als Vorsitzende den Förderverein für Leichtathletik in Geseke.
Am 27. November 1968 erhielt sie für ihren Olympiasieg – unter ihrem damaligen Familiennamen Becker – das Silberne Lorbeerblatt. 2005 erhielt Ingrid Mickler-Becker die Auszeichnung Goldene Sportpyramide 2005 (25.000 Euro) der Stiftung Deutsche Sporthilfe für ihr Lebenswerk als Sportlerin und bei der Förderung des Sports. 2006 folgte die damit verbundene Aufnahme in die Hall of Fame des deutschen Sports. 2009 wurde sie zur Ehrenbürgerin von Geseke ernannt.

### Beruf
Ingrid Mickler-Beckers Vater fiel im Zweiten Weltkrieg. Sie war zunächst Verkäuferin und Gemeinde-Angestellte und nahm später ein Lehramtsstudium auf. 1973 erhielt sie den Preis des Kultusministers des Landes Rheinland-Pfalz für das beste Examen des Jahres an der Johannes-Gutenberg-Universität Mainz.
Bis 1987 war sie Gymnasiallehrerin für Sport und Sozialkunde in Mainz, danach ging sie in die USA, wo ihr Mann als Ingenieur tätig war. 1990 war sie für die CDU für anderthalb Jahre Staatssekretärin im Sozialministerium von Rheinland-Pfalz, verlor aber den Posten nach der nächsten Wahl wieder. Später war sie für eine deutsch-schweizerische Beratungsfirma tätig.
Mickler-Becker ist verheiratet und Mutter eines Sohnes. Sie lebt in Zornheim (Rheinhessen).

## Erfolge (Auswahl)
- 1960, Olympische Spiele (Start in der gemeinsamen deutschen Mannschaft):
  - Platz 9 im Hochsprung
- 1962, Europameisterschaften:
  - Platz 4 im Fünfkampf (4663 Punkte)
- 1964, Olympische Spiele (Start in der gemeinsamen deutschen Mannschaft)
  - Platz 4 im Weitsprung (6,40 m)
  - Platz 8 im Fünfkampf (4717 Punkte)
- 1966, Europameisterschaften:
  - in der Weitsprung-Qualifikation ausgeschieden
- 1968, Olympische Spiele:
  - Platz 1 im Fünfkampf (5098 Punkte: 10,9 s – 11,48 m – 1,71 m – 6,43 m – 23,5 s)
  - Platz 6 im Weitsprung (6,43 m)
  - Platz 6 mit der 4-mal-100-Meter-Staffel (43,6 s)
- 1969, Europameisterschaften:
  - Platz 2 mit der 4-mal-100-Meter-Staffel (44,0 s, zusammen mit Bärbel Hähnle, Jutta Stöck und Rita Jahn (Wilden))
- 1971, Europameisterschaften:
  - Platz 1 im Weitsprung (6,41 – ungültig – 6,64 – ungültig – ungültig – 6,76 m)
  - Platz 1 mit der 4-mal-100-Meter-Staffel (43,3 s, Europarekord, zusammen mit Elfgard Schittenhelm, Inge Helten und Annegret Irrgang (Richter))
  - Platz 2 im 100-Meter-Lauf (11,5 s), bezwungen von Renate Stecher
- 1972, Olympische Spiele:
  - Platz 1 mit der 4-mal-100-Meter-Staffel (42,81 s, Weltrekord, zusammen mit Christiane Krause, Annegret Richter und Heide Rosendahl)
  - 100-Meter-Lauf: im Halbfinale ausgeschieden
  - Weitsprung: Qualifikation nicht erfüllt